# Atypophthalmus (Atypophthalmus) gausapa
Atypophthalmus (Atypophthalmus) gausapa is een tweevleugelige uit de familie steltmuggen (Limoniidae). De soort komt voor in het Oriëntaals gebied.